# Shawnee
Shawnee (Shawano, Shawnese).- Pleme američkih Indijanaca jezične porodice Algonquian čiji se kao najraniji poznati dom (Swanton), navodi dolina rijeke Cumberland, a možda još ranije dolina Ohio, odakle su protjerani u dolinu Cumberlanda, a kasnije se sele kroz mnoge države u kojima se zadržavaju duže ili kraće vrijeme: Tennessee, Alabama, Georgia, Illinois, Indiana, Kansas, Kentucky, Maryland, District of Columbia, Missouri, Ohio, Oklahoma, Pennsylvania, Južna Karolina, Teksas, Virginia). Kroz svoju povijest Shawnee su se dijeli u pet glavnih skupina Chillicothe, Hathawekela, Kispoko (Kispokotha), Mequachake i Piqua, koje su se nakon ratova koje su vodili Tecumseh i Tenskwatawa u ranom 19. stoljeću okupile u tri razne skupine poznate kao Absentee Shawnee, Cherokee Shawnee i Eastern Shawnee, danas nastanjene u Oklahomi.

## Ime
Ime Shawnee (izg. šoni), dolazi iz Algonquianskog "shawun" (shawunogi) u značenju "southerners." Shawnee su poznati i pod sličnim imenima koja vuku porijeklo iz istog korijena. Rani Francuzi zvali su ih Chaouanons, kod Seneca su nazivani Chiouanon, isto tako Oshawanoag kod Ottawa Indijanaca, Ontwagana (Iroquois "one who stutters" ili "one whose speech is unintelligible,") i kod Indijanaca Cherokee Ani-Sawanugi. Ostali nazivi su Shawala (Teton), Touguenha (Iroquois); Cumberland Indijanci, popularni naziv po lokaciji. Rijeka Savannah dobiva ime po njima, to (Savannah ili Savannuca) je bio još jedan naziv za njih koji su koristili koloniosti iz Južne Karoline.

## Jezik
Jezik Shawnee pripada porodici Algonquian, a prvi srodnici su mu jezici Indijanaca iz područja Velikih jezera, viz.: Fox, Sauk ili Sac, Mascouten i Kickapoo. 

## Lokalne skupine
Pet glavnih skupina Šonija bile su:
- Chillicothe (Calaka, Chalaakaatha, Chalahgawtha),
- Hathawekela (Oawikila, Thaawikila, Thawegila),
- Kispoko (Kiscopocoke, Kispokotha, Spitotha),
- Mequachake (Maykujay, Mekoce, Mekoche),
- Piqua (Pekowi, Pequa).

## Sela
- Auglaize, Ohio,
- Black Bob's, Missouri,
- Blue Jacket's Town (3), Ohio,
- Bulltown (zvan i Mingo), na Little Kanawha River, Zapadna Virginia,
- Captain Johnny's, Ohio,
- Chartierstown, Pennsylvania,
- Chillicothe (5 gradova; Sultzman) po Swantonu 3 ili 4 grada (Ohio), jedan na Paint Creeku na mjestu sadašnjeg Oldrowna u okrugu Ross. Drugo na Little Miami kod Olstowna u okrugu Greene. treće na Great Miami River kod sadašnjeg Piqua u okrugu Miami; Četvrti bi mogao biti tek domorodački naziv za Lowertown (vidi niže).
- Conedogwinit, lokacija nepoznata.
- Cornstalk's Town, na Scippo Creek nasuprot Squaw Town, okrug Pickaway, Ohio.
- Coshocton (Koshachkink) (Delaware-Munsee-Mingo),
- Girty's Town, na St. Mary's River, istočno od Celina Reservoir, okrug Auglaize, Ohio.
- Grenadier Squaw's Town, na Scippo Creek, okrug Pickaway, Ohio.
- Hog Creek, u okrugu Allen, Ohio.
- Kagoughsage, možda u Ohiju ili zapadnoj Pennsylvaniji. Po Sultzmanu u Ohiju.
- Lewistown (Mingo), kod sadašnjeg Lewistowna, okrug Logan, Ohio.
- Lick Town, možda Shawnee, na gornjem Scioto Riveru, vjerojatno kod Circleville, Ohio.
- Logstown (Delaware-Mingo), ovaj grad naseljavali su s Delawarcima i čini se Irokezima, nalazio se na desnoj obali rijeke Ohio, 14 milja od Pittsburgha, u okrugu Allegheny, Pennslvania.
- Long Tail's Town (kod Swantona Long Tail's Settlement), u okrugu Johnson, Kansas.
- Lowertown (Lower Shawnee Town) (2), dva grada (1) na Ohio River blizu ušća rijeke Scioto, kasnije podignut na drugoj obali rijeke kod Portsmouth, Ohio; (2) u okrugu Ross, nazivan je i Chillicothe.
- Maguck, Ohio,
- Macachack (Mequachake), Ova banda imala je nekoliko gradova, neki su bili na <mad Riveru u okrugu Logan, Ohio.
- Nutimy's Town (Delaware-Mahican)Pennsylvania,
- Olathe, Kansas
- Old Shawnee Town, na rijeci Ohio u okrugu Gallia, Ohio, 3 milje od ušća Great Kanawha.
- Paxtang (Delaware), Pennsylvania.
- Peixtan (Nanticoke) (PA), na ili blizu donjeg toka rijeke Susquehanna u okrugu Dauphin, Pennsylvania, možda na mjestu današnjeg Paxtonvillea.
- Pigeon Town, to su Mequachake na Mad Riveru, 3 milje sjeverozapadno West Liberty, okrug Logan, Ohio.
- Piqua (Pequea) (5 gradova po Sultzmanu) (PA-OH), 4 grada po Swantonu: (1) Pequea na rijeci Susquehanna na ušću Pequea Creeka, u okrugu Lancaster, Pennsylvania.; (2) na sjevernoj strani Mad Rivera, oko 5 milja zapadno od Springfield, okrug Clark, Ohio; (3) Upper Piqua narijeci Miami 3 milje sjeverno od sadašnjeg Piqua u okrugu Miami, Ohio, (4) Lower Piqua, najmanjue selo na jestu sadašnjerg grada toga imena, Ohio.
- Sawanugi, kod Swantona Sawanogi na južnoj strani rijeke Tallapoosa u okrugu Macon, Alabama; vidi Muskogee.
- Sawcunk (Delaware-Mingo), Pennsylvania.
- Scoutash's Town (Mingo), blizu Lewistowna, okrug Logan, Ohio.
- Sewickley (Delaware-Mingo), Pennsylvania.
- Shamokin (Delaware-Iroquois-Tutelo), Pennsylvania.
- Shawnee Mission, Kansas,
- Shawneetown, na zapadnoj obali rijeke Ohio kod sadašnjeg Shawneetowna, okrug Gallatin, Illinois.
- Snake's Town, Ohio,
- Sonnioto (Sonnontio) (Delaware-Mingo) (OH), kod ušća rijeke Scioto, Ohio, možda na mjestu Lowertowna.
- Tippecanoe (Prophetstown), na zapadnoj obali rijeke Wabash, blizu ušća Tippecanoe u okrugu Tippecanoe, Indiana.
- Sylacauga, Alabama,
- Venango (Delaware-Ottawa-Seneca-Wyandot) (PA),
- Wakatomica (Mingo), Ohio,
- Wakatawicks, Ohio,
- Wapakoneta (Wapaughkonetta) (OH), na mjestu današnjeg Wapakoneta, okrug Auglaize, Ohio.
- Will's Town (2) (MD-PA), sadašnji Cumberland, Maryland.
- Wyoming (Delaware-Iroquois-Mahican-Munsee-Nanticoke), Pennsylvania.

## Povijest
Šoni su Delawarce smatrali kao svoje 'djedove'  i onima od kojih su potekla sva Algonquian plemena. Oralna Shawnee-tradicija nas uči da su zajedno s Kickapoo Indijancima činili jedan narod, a u prilog njihovom učenju govori da su Shawnee i Kickapoo jezično veoma bliski. Njihova pradomovina, navodi se, bio je sjeveroistočni Ohio, gdje su obitavali još prije kontakta. Negdje do 17. stoljeća oni još žive u Ohiju, ali su tada od Irokeza protjerani i raspršili se po širokom području. Ovo cijepanje od njihovih rođaka Kickapoo Indijanaca moralo je utjecati na to da su prozvani imenom Shawunogi ili 'južnjaci'. Neki od Šonija se nastaniše u sadašnjem Illinoisu, drugi u dolini Cumberlanda, dok jedna njihova grupa ode skroz na jugoistok, gdje je rijeka Savannah dobila ime po njima. 
Kroz 18. stoljeće Šoniji su neprestano u ratovima s raznim plemenima a njihovih pet grupa neprestano mijenjaju lokaciju svoga boravišta. Dijelovi Šonija okupljaju se u Ohiju gdje čine glavnu barijeru daljnjem napredovanju američkih naseljenika. O glavnog okršaja s Amerikancima doći će nakon što Michikinikwa ili Little Turtle (Mala Kornjača), poglavica Miami Indijanaca 1795. potpiše Greenvilleski ugovor, koji je uslijedio nakon poraza što su ga konferderirana plemena pod vodstvom poglavica Weyapiersenwah (Blue Jacket) iz plemena Shawnee i Michikinikwa, iz plemena Miami doživjeli 20 kolovoza 1794. u bici Battle of Fallen Timbers. Ugovorom se zemlja otvara za naseljavanje bijelim ljudima. 
Iste 1795. Indijanci Hathawekela napuštaju zemlju Creek Indijanaca u Alabami i odlaze na španjolski teritorij u Louisiani. Pet godina kasnije oni su već sa svojim rođacima Kispokotha i Piqua u Missouriju. Samo su Chillicothe i Mequachake 1800. u Ohiju. Indijanci su nemirni. Tecumseh, poglavica Šonija 1801. podiže svoj logor na području Fort Greenvillea. Njegov mlađi brat Lalawethika (He Makes a Loud Noise), čovjek nevičan oružju, pa tako i lovu i ratu, sušta je suprotnost Tecumsehu, a skrivit će odlučujući poraz što su ga Šoni doživjeli od bijelaca. Lalawethika koji je desno oko nesrećom izgubio, navodno u lovu, 1805. godine 'proreći' će, podatak je vjerojatno čuo od bijelaca, pomračenje sunca. Kako se pomračenje i dogodilo, i prorokova se vizija na taj način ostvarila, Lalawethika si je priskrbio veliki ugled među Indijancima. U isto vrijeme njegov brat Tecumseh okuplja Indijance i traži saveznike protiv bijelaca na američkom Jugoistoku. Tri godine poslije (1808) Tecumseh ima 3,000 ratnika iz raznih plemena.
Tecumseh se 1811. uputi na jug da pridobije sa saveznike neprijateljska plemena s Jugoistoka, plemena Chickasaw, Choctaw, Creek i Cherokee, i ostavi bratu uputstvo da ne dolazi u sukobe za s Amerikancima. Prorok, sada zvan Tenskwatawa, ignorira njegovo uputstvo. Dok je Tecumseh bio na putu. u Prorokovom gradu na rijeci Tippecanoe bilo je okupljeno tisuće indijanskih ratnika. Tecumsheh im je do svog povratka za zapovjednika ostavio Tenskwatawu. Ovaj bijaše ne samo varalica nego i pijanac. Jedno jutro nakon cijele noći provedenih u pijančevanju i divljem ratničkom plesu, tisuće Indijanaca neorganizirano napada na logor generala William Henry Harrisona, kojega je zabrinulo ovako veliko okupljanje indijanskih snaga. Indijanci su prodrli do središta logora i u bici prsa u prsa strada mnogo vojnika i Indijanaca. Nakon što su se malo pribrali vojnici potjeraše neorganizirane Indijance u bijeg i sravniše im logor sa zemljom. Tecumseh se vratio upravo na zgarište svog logora. Njegov san o velikom savezu je propao. 
Nekoliko stotina preživjelih ratnika pridružilo se Englezima koji su im bili obećali pomoć i oružje. Tecumshe se pridružuje Englezima i ratuje protiv Amerikanaca, 1812. i 1813. sve do pogibije u jednoj borbi 1813. godine.
Nakon ratova i pogibije Tecumseha Šoni su se raspali na tri glavne grupe. Hathawekela, Kispokotha i Piqua 1845 odlaze iz Kansasa u Oklahomu na Canadian River, i postat će poznati kao Absentee Shawnee. Banda koja je 1867 živjela sa Senecama u Kansasu također odlazi u Oklahomu i bit će poznati kao Eastern Shawnee. Jedna grupa inkorporirana s Čerokima poznata je kao Cherokee Shawnee ili Loyal Shawnee, koja je dobila naziv lojalni, zbog svoje lojalnosti tijekom Građanskog rata. Sve Šoni grupe danas žive u Oklahomi. Danas se govori i o 4. plemenu Shawnee Nation Remnant Band, potomcima Šonija iz Ohia, federalno nepriznati i neprihvaćeni od tri ostale Šoni grupe. Shawnee Nation Remnant Band službeno je 1980 priznala jedino država Ohio. Svih skupa Šoni Indijanaca danas ima oko 14,000. Njihovih potomaka ima moguće i među Mexican Kickapoo Indijancima u Meksiku.

## Etnografija
Godišnji životni ciklus Šonija (duhovni i svjetovni), podijeljen je na dvije sezone: ljetna, tijekom kojega rastu 'tri sestre' –kukuruz, grah i 'squash', i zimska,  vrijeme kada se Indijanci bave lovom i postavljanjem zamki životinjama. Unutar ovih dviju godišnjih sezona obožavaju se i duhovi 4 vjetra. Kultura Šonija je kombinirana istočno-šumskog i prerijskog obilježja. Tijekom ljeta oni žive u korom pokrivenim kućama grupiranim u velika naselja ,gdje se žene bave uzgojem kukuruza i ostalih sestrinskih kultura, dok muškarci kroz to vrijeme odlaze u lov. U vrijeme zime, doba kada vlada Pepoonki što stoluje na sjeveru, Indijanci se rasprše po malenim obiteljskim grupama i podižu si lovačke kampove. Svako selo ima veliku kuću vijeća koja ima i namjenu da se u njoj održavaju religiozne ceremonije ,kao što je ritualno očišćenje ratnika. Socijalna organizacija uključuje patrilinearni klan i sistem srodstva tipa 'omaha'. 
Organizacija
Šoni su patrilinearni, ali izvorno, kako primječuje Morgan bijahu matrilinearni, a cilj promjene je bio da se sinu omogući da naslijedi imovinu svoga oca. Organizacija Šonija ista je i kao kod jezerskih plemena, Sac, Fox i Miami. U 19. stoljeću postojalo je 13 klanova, to su bili:
- 1. M’wa-wä (Vuk; Wolf).
- 2. Ma-gwä' (Gnjurac; Loon).
- 3. M’-kwä' (Medvjed; Bear).
- 4. We-wä'-see (Škanj; Buzzard).
- 5. M’-se'-pa-se (Panter; Panther).
- 6. M’-ath-wa' (Sova; Owl).
- 7. Pa-la-wä' (Puran; Turkey).
- 8. Psake-the (Jelen; Deer).
- 9. Sha-pä-tǎ' (Rakun; Raccoon).
- 10. Na-ma-thä' (Kornjača; Turtle).
- 11. Ma-na-to' (Zmija; Snake).
- 12. Pe-sa-wä' (Konj; Horse).
- 13. Pä-täke-e-no-the' (Zec; Rabbit).

Šoniji 19. stoljeća, uočava Morgan, ima glavnog i pomoćnog poglavicu, i savjet koji se jednom godišnje bira općim glasovanjem. 
U sadašnjem periodu Šoni su organizirani na 6 socijalnih grupacija nalik bratstvima ili fratrijama s totemskim imenima.
1. Fowl fratrija (Turkey, Chicken, Hawk, Eagle - leteća bića);
2. Turtle fratrija (Turtle, Fish, Snake - vodena bića kao što su amfibije i reptili); 
3. Rounded-paw fratrija (Panther, Wolf, Fox -- karnivore);
4. Hoofed (Horse) fratrija (Deer, Horse, Elk, Buffalo - travojedi);
5. Scratchy-paw (Raccoon) fratrija (Raccoon, Bear, Beaver -- razne ne-karnivore);  
6. Rabbit fratrija-- (nježne životinje kao što je vjeverica i američka prugasta vjeverica-chipmunk). 
Plesovi
Najznačajnije svećanost Šonija su Spring Bread Dance ili Tak'wanekaawe što ga održavaju Absentee i Cherokee Shawnee u Oklahomi; Waapikonekaawe ili Pumpkin Dance; Hileniwokaawe ili War Dance (Absentee Shawnee); Nipenakaawa ili Green Corn Feast (kod Morgana New Corn Dance); Path'kakawakawa (kod Morgana False Face Dance), ovaj plešu samo Cherokee Shawnee); Tak'wanekaawe ili Fall Bread Dance. 
Šoni imaju i niz plesova za zabavu koje održavaju, to su: M?thoothekaawe (Buffalo Dance /ili/ Cow Dance); M?kwekaawe (Bear Dance); Peleewekaawe (kod Morgana Turkey Dance); M?sheeweewekaawe  (Horse Dance); Namethekaawe (Fish dance); M?shishkiwekaawe (Leaf Dance); Pakalwethiwekaawe (Ant Dance); Tamiinekaawe (Corn Dance); Ikwewikaawe (Women's Dance); Pawitheekaawe (Pigeon Dance); Kwikalasothiwekaawe (Quail Dance); Manetowekaawe (Snake Dance); Kakilewiikaawe (Turtle Dance:); Skotchithekaawe (Bean Dance); Katowawekaawe (Cherokee Dance; plešu ga samo žene, i anvodno nije posuđen od plemena Čeroki); M?shkye?teelowekaawe (Alligator Dance); Miyaalameekwekaawe (Catfish Dance); Ta?achikoonekaawe (Garfish Dance); Nakalkamowikaawe (Stirrup Dance); Naatholetiwekaawe (Go-After-By-Canoe Dance); Nanomekaawe (Shake Dance); Kokewe (Answering-Each-Other Dance); Thepatiwekaawe (Coon Dance); Mchimiawewekaawe (Hoot-Owl Dance); Winashiiwekaawe (Buzzard Dance); Nikanikaawe (Stomp Dance); Hashashiwekaawe (Osage Dance);  Ka?peechwekwaawe (Quapaw Dance); Naatoweewekaawe (Seneca Dance); Waapethiwekaawe (Swan Dance); Pshishiipekaawe (Duck Dance); Shi?shikwan?hekaawe (Gourd Dance); Shaawanoowekaawe (Shawnee Dance); Wanethowekaawe (Drunken Dance).

## Vanjske poveznice
- The Shawnee  Arhivirana inačica izvorne stranice od 8. veljače 2007. (Wayback Machine)
- Shawnee History  Arhivirana inačica izvorne stranice od 11. siječnja 2013. (Wayback Machine)
- Shawnee Organization and Society[neaktivna poveznica]